# Бешенов, Василий Алексеевич
Василий Алексеевич Бешенов (1906—1993) — советский учёный, конструктор космических фотоаппаратов, лауреат Ленинской премии.

## Биография
Родился 27 декабря 1906 года.
Во время войны занимался разработкой дневных и ночных аэрофотоаппаратов.
После войны — и.о. начальника СКБ-3 (по разработке фото-, кинотехники и научных приборов), затем начальник СКБ-1 Красногорского механического завода.
С 1952 года начал работать с С. П. Королёвым в экспериментах по фотографированию Земли из космоса через толщу атмосферы с целью изучения происходящих в околоземных слоях физических явлений.
Под его руководством была создана конструкция бортового фотографического аппарата АФА-Е1.
Умер 2 января 1993 года.

## Награды и звания
Лауреат Ленинской премии (1960) — за фотосъёмку обратной стороны Луны станцией «Луна-3».
Награждён двумя орденами Ленина, орденами Отечественной войны II степени, Красной Звезды, «Знак Почёта».